# 高鍋警察署
高鍋警察署（たかなべけいさつしょ）は、宮崎県警察所管の警察署。署長の階級は警視。

## 所管区域
- 児湯郡
  - 高鍋町
  - 新富町（大字新田字瀬口を除く）
  - 木城町（大字中ノ又を除く）
  - 川南町
  - 都農町

## 所在地
- 宮崎県児湯郡高鍋町大字持田3382番地2

## 交番
- 高鍋交番（児湯郡高鍋町大字北高鍋1090番地1）
- 川南交番（児湯郡川南町大字川南13712番地10）
- 新富交番（児湯郡新富町富田西3丁目4番地2）
- 都農交番（児湯郡都農町大字川北4598番地4）

## 駐在所
- 木城駐在所（児湯郡木城町大字椎木2173番地1）

## 検問所
- 川南検問所（児湯郡川南町大字川南）